# 新疆维吾尔自治区维吾尔医医院
新疆维吾尔自治区维吾尔医医院（維吾爾語：شىنجاڭ ئۇيغۇر ئاپتونوم رايونلۇق ئۇيغۇرتېبابەت دوختۇرخانىسى‎）即新疆维吾尔自治区第二人民医院，是中华人民共和国新疆维吾尔自治区规模最大的综合性三级甲等维吾尔医医院。新疆维吾尔自治区维吾尔医医院位于乌鲁木齐市天山区延安路776号，始建于1954年。

## 历史
1954年，老维吾尔医孟立克带领民间医生肉孜毛拉、色买提、色普拉·卡日在乌鲁木齐市共同组建了维吾尔医疗诊所。1956年6月，这所维吾尔医疗诊所改建为集体所有制的民族医联合诊所，即乌鲁木齐市第一民族医联合诊所。诊所位于解放南路东侧，二道桥附近。诊所设有内科、外科和正骨科三个科室，并由天山区卫生科主管。1963年10月，该诊所名称改为乌鲁木齐市天山区民族医联合诊所，所有制性质并没有改变。此时该诊所职工13人。1975年，该诊所医生巴亚洪·艾则孜向赛福鼎、司马义·艾买提、贾那布尔、阿木冬·尼牙孜等新疆维吾尔自治区党政领导写信，信中希望对维吾尔医学进行开发、整理、发展和继承，并培养年轻一代的维吾尔医医生。并表明了建立一所全民所有制的综合性维吾尔医医疗部门的需求。这封信得到了赛福鼎、司马义·艾买提等自治区党政领导的重视，并得到了筹办的批示。1976年6月，经过新疆维吾尔自治区革命委员会和乌鲁木齐市革命委员会的批准，天山区民族医联合诊所改为全民所有制的乌鲁木齐市民族医医院。这年8月，借用的乌鲁木齐南大寺部分房舍成为乌鲁木齐市民族医医院的所在地。乌鲁木齐市民族医医院有乌鲁木齐市卫生局主管，设有10张病床，医院在职员工14人。1977年，新疆维吾尔自治区卫生局和乌鲁木齐市革命委员会根据新疆维吾尔自治区党委及新疆维吾尔自治区革命委员会的决议，决定在乌鲁木齐市天山区延安路为民族医医院修建新的院区。乌鲁木齐市维吾尔医医院的新院区在1982年竣工，医院于次年开业应诊。1984年，经乌鲁木齐市人民政府批准，乌鲁木齐市民族医医院改名为乌鲁木齐市维吾尔医医院。到了1985年，该院病床增至150张，在职员工176人。乌鲁木齐市维吾尔医医院设有内科、外科、妇产科、皮肤科等临床科室。1988年，经新疆维吾尔自治区人民政府批准，乌鲁木齐市维吾尔医医院改为新疆维吾尔自治区维吾尔医医院，由新疆维吾尔自治区卫生厅（现新疆维吾尔自治区卫生健康委员会）管理。

## 现状
新疆维吾尔自治区维吾尔医医院占地面积3.52万平方米，是新疆规模最大的综合性三级甲等维吾尔医医院。同时也是中华人民共和国重点民族医医院。医院编制床位500张，实际开放床位超过600张。新疆维吾尔自治区维吾尔医医院有16个临床科室，包括皮肤科、骨病科、骨伤科、妇科、急症科、肺病科、外科、心血管内科、内科、感染门诊、干部保健科、手麻科、口腔科、理疗科、针灸推拿科以及龙泉街病区。其中包括13个维吾尔医特色专科门诊，例如白癜风、膝骨关节炎、宫颈柱状上皮异位等。另外，自治区维吾尔医医院还有B超室、心电图室、放射科、CT室、核磁室、内镜室、检验科和病理科8个医技科室。还有制剂室、药剂科、设备科和供应室四个医疗辅助科室。另外，新疆维吾尔自治区维吾尔医医院还设有维吾尔医国际部和巴黑·玉素甫传承工作室。还有18个后勤科室为医院提供后勤工作。2020年，新疆维吾尔自治区维吾尔医医院事业编制数283人，实际在职人数732人。新疆维吾尔自治区维吾尔医医院拥有7个国家中医药管理局重点专科培育项目，分别是维吾尔医皮肤科、骨伤科、妇科、肺病科、脾胃病科、密杂吉科（治未病科）以及临床维吾尔药学。